# Лисиевский, Георг
Георг Лисиевский (нем. Georg Lisiewski, пол. Georg Lisiewski; 1674, Олеско (ныне Львовская область Украины) — 1750, Берлин) — польский художник-портретист, живший и творивший в королевской Пруссии.

## Биография

Герб Лисиевских — Дрыя

Представитель шляхетского рода герба Дрыя. В 1692 году поступил на учёбу подмастерьем к немецкому архитектору Иоганну Фридриху Эозандеру фон Гёте.
Освоив профессию в 1699 году в составе свиты своего учителя Эозандера фон Гёте, ставшего придворным архитектором, переехал на постоянное жительство из Речи Посполитой в Пруссию, в Берлин, где работал до своей смерти в 1750 году.
Писал как одиночные, так и групповые портреты. Пользовался славой отличного портретиста среди прусской аристократии и лиц королевской фамилии. Король Фридрих Вильгельм I назначил его своим придворный портретистом.
Известными художниками стали также дети Георга Лисиевского: дочери Анна Розина, в браке де Гаск (1713—1783) и Анна Доротея, в браке Тербуш (1721—1782), вышедшая замуж за хозяина трактира и гостиницы «Белый голубь» Эрнста Фридриха Тербуша (1711—1773), и сын, Кристоф Фридрих Рейнгольд Лисиевский (1725—1794). Его зять Давид Матьё (1697—1756) также был художником-портретистом и был женат на двух дочерях Георга Лисиевского, Доротее Элизабет (1711—1740) и Барбаре Розине.
Среди внуков Георга Лисиевского были художники Георг Давид Матьё (1737—1778), Розина Кристиана Людовика Матьё (1748—1795), Леопольд Матьё (1750—1778) и Фридерика Юлия Лисиевская (1772—1856).

## Галерея

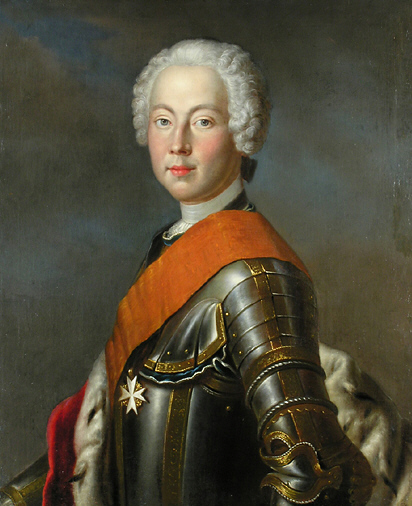
Портрет Фридриха Бранденбурга-Байрейтского
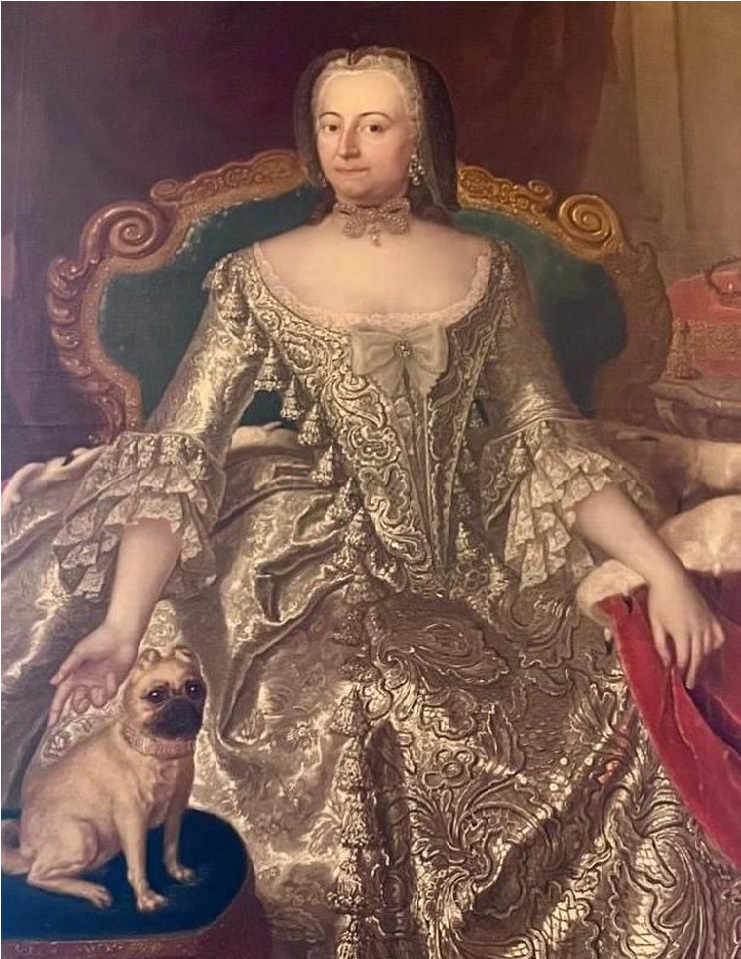
Портрет Генриетты Марии Бранденбургской-Шведтской
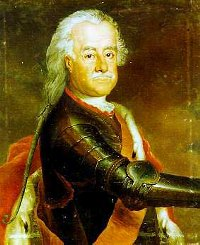
Портрет Леопольда I, князя Ангальт-Дессау
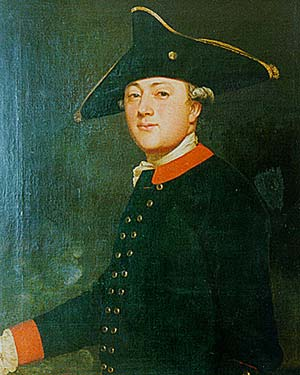
Портрет военного писателя и историка  Георга Генриха фон Беренхорста